# Anhalt-Bernburg-Schaumburg-Hoym
L'Anhalt-Bernburg-Schaumburg-Hoym (originariamente Anhalt-Zeitz-Hoym) fu un principato tedesco, membro del Sacro Romano Impero.
Il ramo cadetto dei margravi di Anhalt si costituì nel 1707 con il principe Lebrecht (1707-27), conte sovrano di Holzapfel, signore di Esterau e Schaumburg an der Lahn. Alla morte del margravio Vittorio Amedeo di Anhalt-Bernburg nel 1718, vi fu una ripartizione delle sue terre tra i suoi figli: Carlo Federico ottenne il Principato di Anhalt-Bernburg e Lebrecht ottenne il Principato di Anhalt-Zeitz-Hoym.
Il nome del principato venne cambiato nel 1727 da Anhalt-Zeitz-Hoym in Anhalt-Bernburg-Schaumburg-Hoym.
A Lembrecht successe Vittorio I Adolfo (-1772), principe margravio di Anhalt Zeitz Hoym che unì il suo stato alla contea sovrana di Holzapfel (1727), Carlo Ludovico (-1806), comandante del baliaggio dell'Ordine teutonico di Utrecht, e Vittorio II.
Le morti del Principe Vittorio II, il 22 aprile 1812 e del figlio Federico (24.12.1812) portarono all'estinzione della casa regnante ed i suoi territori vennero ereditati dal Principe di  Anhalt-Bernburg.
Conti immediati di Vestfalia per la contea di Holzapfel e la signoria di Esterau (1643) e Schaumburg an der Lahn, furono sovrani fino al 1806, quando cedettero le contee e le signorie mediatizzate ai duchi di Nassau.

## Principi di Anhalt-Zeitz-Hoym (1718-1727)
- Lebrecht 1718-1727
- Vittorio I 1727

Il nome del Principato viene cambiato in Anhalt-Bernburg-Schaumburg-Hoym

## Principi di Anhalt-Bernburg-Schaumburg-Hoym (1727-1812)
- Vittorio I 1727-1772
- Carlo 1772-1806
- Vittorio II 1806-1812 con
- Federico 1806-1812